# Hans Prager
Hans Prager (* 12. September 1887 in Wien; † 4. Dezember 1940 in Paris) war ein österreichischer Schriftsteller, Philosoph, Essayist, Kritiker und Literaturwissenschaftler sowie Shakespeare-, Dostojewski- und Gandhiforscher.

## Leben
Hans Prager wurde als Sohn von Leopold und Emma Prager, geborene Finaly, in Wien geboren. Er war jüdischen Glaubens, trat jedoch am 22. August 1903 aus der jüdischen Gemeinde aus. Zwei Jahre darauf wurde er Mitglied der evangelischen Gemeinde Wien.
Im Jahre 1906 wurde er Referent und Kritiker für literarische Neuerscheinungen bei der Frankfurter Zeitung. In diesem Jahr begann er auch seine Vortragstätigkeit. Er belegte ein Philosophiestudium an der Hochschule Zürich und weiter an der Universität Wien bei dem katholischen Philosophen Laurenz Müllner (1848–1911), der sein Interesse an der russischen Kultur erweckte. 1911 promovierte er zum Doktor der Philosophie.
Mit Beginn des Ersten Weltkrieges 1914 wurde er bis 1916 Soldat. 1917 heiratete Hans Prager die spätere Dichterin und Malerin Käthe Braun, die Schwester des österreichischen Schriftstellers und Dichters Felix Braun. 1920 wird seine Tochter Ulrike geboren.
Zu philosophischen Themen hielt Prager ab 1920 Vorträge an der Volkshochschule Wien. Zu den gleichen Themen erschienen in verschiedenen Zeitungen Aufsätze, in Rundfunkanstalten und anderen Veranstaltungen hielt er bis 1937 weitere Vorträge. 1938 emigrierte er nach Paris. Er wurde in verschiedene französische Internierungslager gebracht.
Am 4. Dezember 1940 verstarb Hans Prager in einem Pariser Krankenhaus.
Der Nachlass Hans Pragers wurde der Österreichischen Nationalbibliothek übergeben.

## Zum Werk
„Unter den zahlreichen verkannten Schriftstellern Österreichs ist Hans Prager vielleicht der eindringlichste Charakter. Wegen seiner Thesen über die Zwiespälte des Österreichers kann er auch in Anspruch nehmen, als der umstrittenste zu gelten. Sein Aufsatz „Der Österreicher“ (1928) enthält vielleicht eine größere Zahl von einprägsamen Hypothesen als irgendein anderer Text der zeitgenössischen Essayistik. […] Das Lebenswerk dieses einzigartigen Denkers wartet auf seine Wiederentdeckung. Sein Hang zum Pathos verdient mit demjenigen eines zweiten in Prag geborenen jüdischen Schriftstellers, Franz Werfel, verglichen zu werden.“

## Werke
- Der gestohlene Tod, – Essay, Mnemosyne Zeitschrift für jüdische Kultur, Klagenfurt, Heft 26/2000
- Der Weltangstschrei, – Essay, Mnemosyne Zeitschrift für jüdische Kultur, Klagenfurt,  Heft 26/2000
- Das indische Apostolat – (über Gandhi), Rotapfel-Verlag, Erlenbach-Zürich, 1925
- Wladimir Solovjeff’s Universalistische Lebensphilosophie – Verlag Mohr, Tübingen, 1925
- Die Weltanschauung Dostojewskis – (Hauptwerk), Vorwort von Stefan Zweig, Verlag Borgmeyer, Hildesheim, 1923